# Calodera riparia
Calodera riparia – gatunek chrząszcza z rodziny kusakowatych i podrodziny rydzenic. Zamieszkuje Afrykę Północną, Europę i Syberię.

## Taksonomia
Gatunek ten opisany został po raz pierwszy w 1837 roku przez Wilhelma Ferdinanda Erichsona.

## Morfologia
Chrząszcz o wydłużonym ciele długości od 2,8 do 3,8 mm. Ubarwienie miewa różne. Szerokość głowy przekracza 360 µm, a szerokość szyi wynosi poniżej 0,7 szerokości głowy. Przedplecze jest szersze niż 420 µm, o powierzchni mniej lub bardziej błyszczącej. Odwłok jest zwykle, wskutek rzadszego punktowania, bardziej błyszczący niż u skorobieżaka podmchowego. Genitalia samca cechują się środkowym płatem edeagusa dłuższym niż 440 µm i zaopatrzonym w słabiej niż u C. protensa i C. nigrita w widoku bocznym zakrzywiony wyrostek wentralny. Struktury wierzchołkowe na ów płacie są mniej lub bardziej równoległe.

## Ekologia i występowanie
Owad rozmieszczony od nizin po pogórza, a i w góry wkraczający dolinami rzecznymi. Wybiera stanowiska wilgotne, w tym pobrzeża wód, torfowiska i bagniste łąki wśród łęgów. Bytuje w ściółce, pod gnijącymi szczątkami roślinnymi, w napływkach i u nasady pni wierzb i topól.
Gatunek palearktyczny. W Europie znany jest z Irlandii, Wielkiej Brytanii, Francji, Belgii, Holandii, Niemiec, Szwajcarii, Austrii, Włoch, Danii, Szwecji, Norwegii, Finlandii, Estonii, Łotwy, Litwy, Polski, Czech, Słowacji, Węgier, Białorusi, Bułgarii, Bośni i Hercegowiny oraz europejskiej części Rosji. Poza tym podawany jest z syberyjskiej części Rosji, Libii i Tunezji.
Na „Czerwonej liście gatunków zagrożonych Republiki Czeskiej” umieszczony jest jako gatunek zagrożony wymarciem (EN).